# Kdo přežije: Panama
Kdo přežije: Panama (v anglickém originále Survivor: Panama — Exile Island či jednoduše Survivor: Panama) je název dvanácté sezóny celosvětově známe televizní reality show Kdo přežije neboli Survivor. Série se odehrává v souostroví Perlové ostrovy, které se nachází poblíž Panamy. Série měla v USA premiéru. Show se točila 39 dní jako většina (pouze 2. sezóna, Kdo přežije: Austrálie, se natáčela 42 dní) a představeno nám bylo tentokrát 16 soutěžících.
Poprvé nám je představen Exile Island (Ostrov Vyhnanství), kam bude alespoň každý týden jeden ze soutěžících poslán po tom, co jeho kmen prohraje soutěž.
Série je výjimečná hned několika důvody. První je, že jsou soutěžící rozděleni do čtyř kmenů podle pohlaví a věku, což je poprvé v historii. Něco takového bylo použito v Kdo přežije: Amazonie a Kdo přežije: Vanuatu. Druhým důvodem je, že je nám poprvé představen Ostrov vyhnanství, na kterém je ukrytý skrytý symbol imunity, zaručující tomu, kdo ji najde moc. Ostrov vyhnanství se poté objeví ještě v dalších řadách, stejně jako dvě soutěžící.
Cirie Fields se objeví ještě v dalších dvou řadách - Kdo přežije: Mikronésie, kde se umístí třetí a Kdo přežije: Hrdinové vs. Zloduši. Danielle Dilorenzo se stane členem kmene Villains (Zloduši) ve 20. hvězdné řadě Kdo přežije: Hrdinové vs. Zloduši.

## Základní informace
| Počet dní:            | 39                                |
| Počet trosečníků:     | 16                                |
| Počet kmenů:          | 4                                 |
| Počet finalistů:      | 2                                 |
| Tajné imunity:        | Ano                               |
| Vítěz:                | Aras Baskauskas (5-2)             |
| Lokalita natáčení:    | Perlové ostrovy, Panama           |
| Země:                 | Panama                            |
| Natáčení začalo:      | 31. října, 2005                   |
| Natáčení skončilo:    | 9. prosince, 2005                 |
| Vysíláno v USA:       | 2. února, 2006 - 14. května, 2006 |
| Předchozí řada:       | Kdo přežije: Guatemala            |
| Následující řada:     | Kdo přežije: Cookovy ostrovy      |
| Fanoušci vs. Favorité | Cirie Fields                      |
| Hrdinové vs. Zloduši  | Cirie Fields Danielle DiLorenzo   |

## O sérii
Soutěž tentokrát začala se 16 soutěžícími, kteří byli rozděleni do čtyř kmenů, podle pohlaví a věku. Hned na začátku byli seznámeni s pravidly Ostrova Vyhnanství a skrytého symbolu imunity. Ten se na něm nachází a najít ho může úplně každý. Další pravidlo je, že když kmen prohraje soutěž, tak na ostrov jednoho ze svých řad pošlou spolu s nápovědou k symbolu. Po prvních čtyřech dnech, čtyři kmeny byly rozděleny ve dva, Casaya a La Mina. Kmen Casaya dominoval v soutěžích, zaručil si početní převahu a dvakrát za sebou poslal Terryho z La Miny na ostrov vyhnanství, kde Terry našel skrytý symbol imunity.
Když přišlo sloučení, Casaya měla početní převahu 6-4. Když Terry v jednom kuse vyhrával individuální imunity, nepoužil symbol imunity, aby zachránil své spojence z La Miny před vyloučením, což z něho později udělalo posledního člena bývalého kmene La Mina a jediného nepřítele Casaya aliance. Terry však stále vyhrával imunity. Navíc poprvé, když ji nevyhrál, měl ještě symbol imunity, proto před ním byli vyloučeni ještě dva členové kmene Casaya. Bruce byl evakuován ze hry kvůli zdravotním potížím a ve hře zbylo posledních šest soutěžících. Za této situace, Cirie viděla Terryho a Shanea, kteří chtějí vzít do finále Courtney, jak se domlouvají na poslední trojce. Proto přesvědčila Arase a Danielle, aby společně hlasovali proti třem ostatním a podařilo se jim vyloučit Courtney ze hry. Na další kmenové radě byl vyloučen Shane a na kmenové radě finálové čtyřky museli soutěžící přistoupit na tiebreaker, což byla soutěž v rozdělání ohně kvůli remíze 2-2. V ní nakonec zvítězila Danielle a Cirie byla v 36. den vyloučena. Danielle nakonec vyhrála poslední soutěž o imunitu a rozhodla se vzít do finále Arase, takže byl Terry, poslední člen kmene La Mina konečně vyloučen. Ve finále, Porota viděla v Arasovi i v Danielle silné a schopné hráče, ale nakonec rozhodlo hlasování. Aras se stal dvanáctým posledním přeživším 5-2.

## Soutěžící
16 nových soutěžících byli rozděleno do dvou kmenů podle věku a pohlaví. Casaya byly starší ženy, La Mina byli starší muži, Bayoneta byly mladší ženy a Viveros byl kmen mladších mužů. Po prvním vyloučeném se kmeny spojily ve dva. 16. den se kmeny sloučily a zbylých 10 hráčů z obou kmenů vytvořili kmen Gitanos.

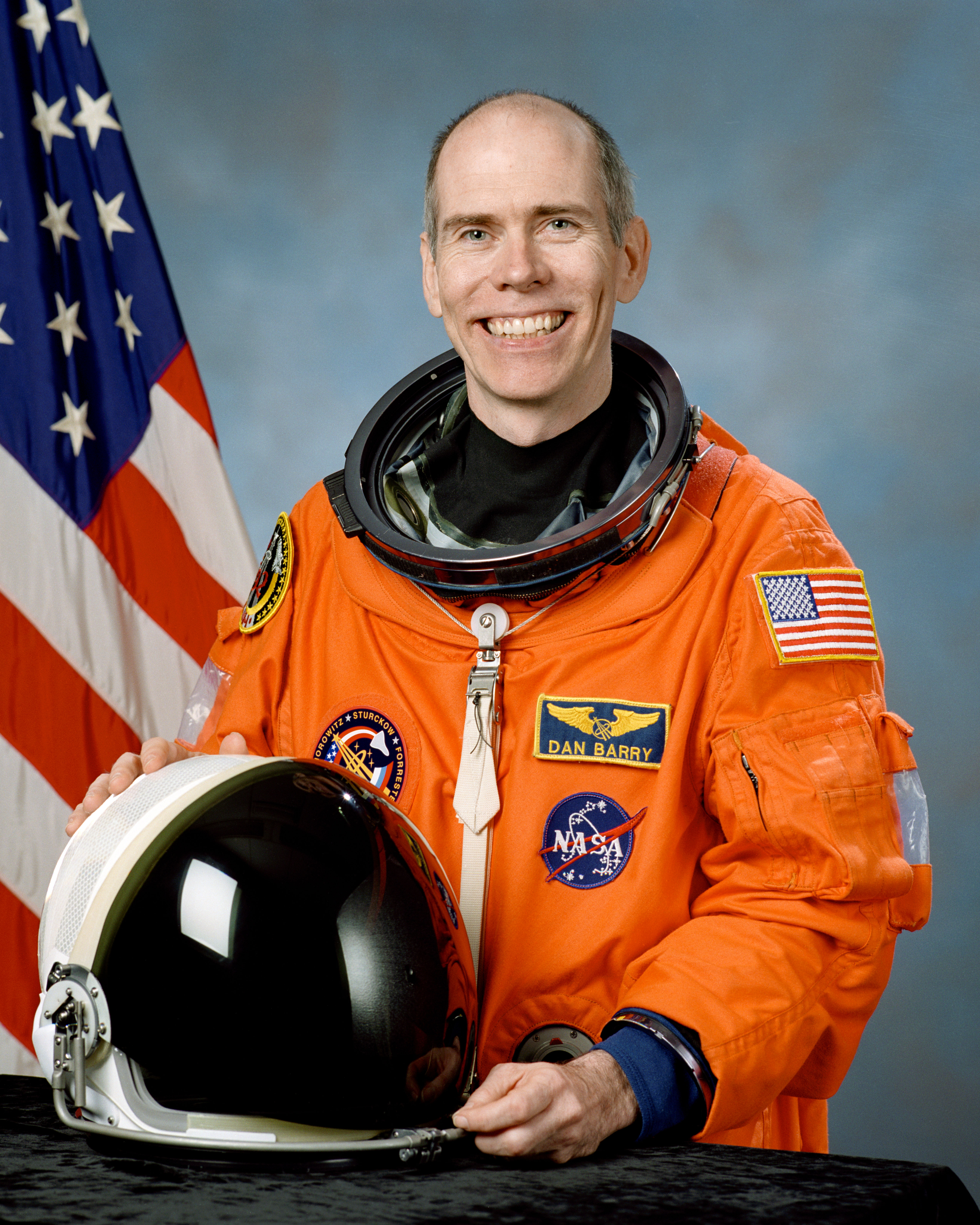
Dan Barry skončil na jedenáctém místě

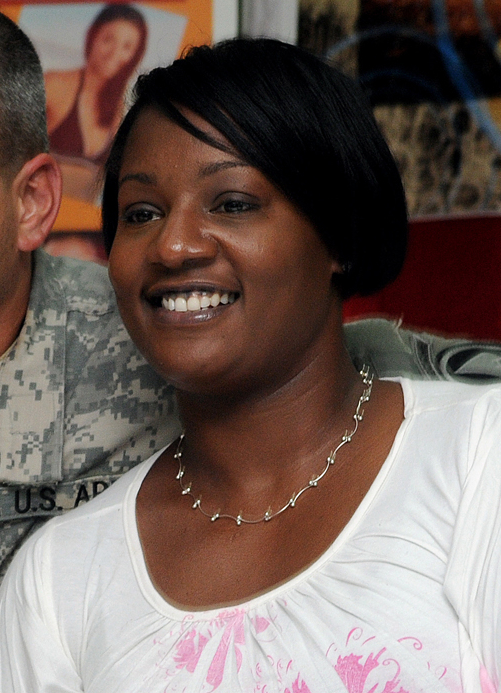
Cirie Fields skončila na čtvrtém místě a byla šestým členem poroty

| Soutěžící                              | Původní kmeny | Promíchané kmeny | Sloučený kmen | Skončil/a                          | Konečný počet hlasů |
| -------------------------------------- | ------------- | ---------------- | ------------- | ---------------------------------- | ------------------- |
| Tina Scheer 44, Hayward, WI            | Casaya        |                  |               | 1. vyřazená Den 3                  | 3                   |
| Melinda Hyder 32, Nashville, TN        | Casaya        | Casaya           |               | 2. vyřazená Den 6                  | 5                   |
| Misty Giles 24, Dallas, TX             | Bayoneta      | La Mina          |               | 3. vyřazená Den 8                  | 5                   |
| Ruth-Marie Milliman 48, Greenville, SC | Casaya        | La Mina          |               | 4. vyřazená Den 11                 | 6                   |
| Bobby Mason 32, Los Angeles, CA        | Viveros       | Casaya           |               | 5. vyřazený Den 14                 | 3                   |
| Dan Barry 51, South Hadley, MA         | La Mina       | La Mina          |               | 6. vyřazený Den 15                 | 3                   |
| Nick Stanbury 25, Tucson, AZ           | Viveros       | La Mina          | Gitanos       | 7. vyřazený Den 18                 | 6                   |
| Austin Carty 24, Raleigh, NC           | Viveros       | La Mina          | Gitanos       | 8. vyřazený 1. člen poroty Den 21  | 7                   |
| Sally Schumann 27, Chicago, IL         | Bayoneta      | La Mina          | Gitanos       | 9. vyřazená 2. člen poroty Den 24  | 8                   |
| Bruce Kanegai 57, Sacramento, CA       | La Mina       | Casaya           | Gitanos       | Evakuován 3. člen poroty Den 25    | 2                   |
| Courtney Marit 31, Los Angeles, CA     | Bayoneta      | Casaya           | Gitanos       | 10. vyřazená 4. člen poroty Den 30 | 4                   |
| Shane Powers 35, Los Angeles, CA       | La Mina       | Casaya           | Gitanos       | 11. vyřazený 5. člen poroty Den 33 | 9                   |
| Cirie Fields 35, Walterboro, SC        | Casaya        | Casaya           | Gitanos       | 12. vyřazená 6. člen poroty Den 36 | 3                   |
| Terry Deitz 46, Farmington, CT         | La Mina       | La Mina          | Gitanos       | 13. vyřazený 7. člen poroty Den 38 | 1                   |
| Danielle DiLorenzo 24, Boston,MA       | Bayoneta      | Casaya           | Gitanos       | 2. místo                           | 4                   |
| Aras Baskauskas 24, Santa Monica, CA   | Viveros       | Casaya           | Gitanos       | Poslední přeživší                  | 9                   |

## Soutěže
| Epizoda                          | Premiéra         | Soutěže                       | Soutěže       | Ostrov Vyhnanství | Vyloučen/a:  | Hlasy        | Skončil                            |
| Epizoda                          | Premiéra         | Odměna                        | Imunita       | Ostrov Vyhnanství | Vyloučen/a:  | Hlasy        | Skončil                            |
| -------------------------------- | ---------------- | ----------------------------- | ------------- | ----------------- | ------------ | ------------ | ---------------------------------- |
| "1. The First Exile"             | 2. února, 2006   | La Mina                       | Bayoneta      | Misty             | Tina         | 3–1          | 1. vyřazená Den 3                  |
| "1. The First Exile"             | 2. února, 2006   | Viveros                       | La Mina       | Misty             | Tina         | 3–1          | 1. vyřazená Den 3                  |
| "1. The First Exile"             | 2. února, 2006   | Casaya                        | Viveros       | Misty             | Tina         | 3–1          | 1. vyřazená Den 3                  |
| "2. Breakdown"                   | 9. února, 2006   | La Mina                       | La Mina       | Bruce             | Melinda      | 5-2          | 2. vyřazená Den 6                  |
| "3. Crazy Fights, Snake Dinners" | 16. února, 2006  | La Mina                       | Casaya        | Bruce             | Misty        | 5-2          | 3. vyřazená Den 8                  |
| "4. Starvation and Lunacy"       | 23. února, 2006  | Casaya                        | Casaya        | Terry             | Ruth-Marie   | 4-2          | 4. vyřazená Den 11                 |
| "5. For Cod's Sake"              | 2. března, 2006  | Casaya                        | La Mina       | Terry             | Bobby        | 3-2-1-1      | 5. vyřazený Den 14                 |
| "6. Salvation and Desertion"     | 9. března, 2006  | Casaya                        | Casaya        | Sally             | Dan          | 3-1          | 6. vyřazený Den 15                 |
| "7. A Closer Look"               | 15. března, 2006 | Rekapitulace                  | Rekapitulace  | Rekapitulace      | Rekapitulace | Rekapitulace | Rekapitulace                       |
| "8. An Emerging Plan"            | 30. března, 2006 | Nebyla                        | Terry         | Nikdo             | Nick         | 6-4          | 7. vyřazený Den 18                 |
| "9. The Power of the Idol"       | 6. dubna, 2006   | Aras, Bruce, Sally            | Terry         | Austin, Danielle  | Austin       | 6-3          | 8. vyřazený 1. člen poroty Den 21  |
| "10. Fight for Your Life or Eat" | 13. dubna, 2006  | Bruce, Courtney, Sally, Terry | Terry         | Aras              | Sally        | 6-2          | 9. vyřazená 2. člen poroty Den 24  |
| "11. Medical Emergency"          | 20. dubna, 2006  | Cirie, [Aras, Danielle]       | Nebyla        | Terry             | Bruce        | Žádný hlas   | Evakuován 3. člen poroty Den 25    |
| "12. Perilous Scramble"          | 27. dubna, 2006  | Courtney, Danielle, Terry     | Terry         | Aras              | Courtney     | 3-2-1        | 10. vyřazená 4. člen poroty Den 30 |
| "13. Bamboozled"                 | 4. května, 2006  | Terry, [Shane]                | Terry         | Danielle          | Shane        | 3-1-1        | 11. vyřazený 5. člen poroty Den 33 |
| "14. Call the Whambulence!"      | 11. května, 2006 | Aras, [Cirie]                 | Aras          | Danielle, Terry   | Nikdo        | 2-2          |                                    |
| "15. The Final Showdown"         | 14. dubna, 2006  | Terry                         | Danielle      | Nikdo             | Cirie        | Žádný hlas   | 12. vyřazená 6. člen poroty Den 36 |
| "15. The Final Showdown"         | 14. dubna, 2006  | Terry                         | Danielle      | Nikdo             | Terry        | 1-0          | 13. vyřazený 7. člen poroty Den 38 |
| "Reunion"                        | 14. května, 2006 | Hlasy porotců                 | Hlasy porotců | Hlasy porotců     | Danielle     | 5-2          | 2. místo                           |
| "Reunion"                        | 14. května, 2006 | Hlasy porotců                 | Hlasy porotců | Hlasy porotců     | Aras         | 5-2          | Poslední přeživší                  |

### Epizoda 1: "The First Exile"
Soutěž o odměnu: Každý kmen zvolí jednoho člověka, který za něj poběží. Soutěžící poběží na druhý konec ostrova, kde naleznou hromadu lebek. Vezmou vždy jednu lebku a rozbijí ji o kámen. Uvnitř najde pevně smotanou kuličku z látky. Tu rozvážou, snaží se najít amulet. Jakmile najde soutěžící amulet, musí s ním utíkat zpátky do cíle. První tři kmeny vyhrají oheň. Poražený kmen vybere jednoho člověka ze svého kmene, který zůstane na ostrově vyhnanství.
Odměna: Oheň ve formě pazourku.
Soutěž o imunitu: Členové všech čtyř kmenů začnou na plošině. Přešplhají přes bariéru a poplavou ke svému voru. Vor je pod vodou připevněn karabinou. Jakmile kmen odpoutá vor, začne pádlovat ke břehu. Pak poběží na pláž, kde musí vyřešit hlavolam. Cílem hlavolamu je uvolnit kovový kruh z lana. V písku je zahrabán nákres s nápovědou. Jakmile kmen uvolní kovový kruh, hodí ho na kotevní hák. Když za hák zatáhne, spustí se kmenová vlajka. První tři kmeny, kterým se spustí vlajka vyhrají imunitu. Poražení jdou na kmenovou radu.
Všech 16 soutěžících bylo seznámeno s pravidly Ostrova Vyhnanství. Byli rozděleni do čtyř kmenů na základě jejich věku a pohlaví. Pak byla zahájena první soutěž o odměnu. Kmeny Viveros, La Mina a Casaya zvítězily a získali pro svůj kmen oheň. Poražený kmen, Bayoneta, musel vybrat jednoho člověka, který zůstane na Ostrově Vyhnanství a ten se pak vrátí na soutěž o imunitu. Pomocí Kámen, nůžky, papír bylo rozhodnuto, že na jako první na ostrově zůstane Misty. Starší kmeny dopadli daleko lépe. Tina se v kmeni Casaya ujala vedení a donutila všechny pracovat a La Mina úspěšně rozdělal oheň. Na první výzvě o imunitu, Misty se vrátila z ostrova vyhnanství a předstírala, že tam našla skrytý symbol imunity. Bayoneta byl nakonec první, kdo rozvinul vlajku. La Mina a Viveros skončily druzí a třetí a Casaya si zajistila místo na kmenové radě. Zpět v Casaya, Tina chytila velkou rybu, což přinutilo Melindu a Ruth-Marie přemýšlet nad tím, kdo je nejslabším článkem a že by bylo nejlepší nechat si Tinu a vyřadit Cirie, která tím nejslabším článkem je. Na kmenové radě, Tina zkritizovala své spoluhráčky přes jejich pracovní morálku, což všechny pobízelo pro ni hlasovat. Nakonec, Melinda a Ruth-Marie se připojili k Cirie a společně vyloučili Tinu 3-1.

### Epizoda 2: "Breakdown"
Soutěž o odměnu: Soutěžící poběží přes překážkovou dráhu, kde posbírají šest dřevěných hadů. Jeden člen z kmene bude zodpovědný za nesení všech šesti hadů po celou dráhu. Kmeny se dostanou na první stanoviště, kde posbírají své dva první hady. Až je bude kmen mít, soutěžící se podplazí pod plotem a přelezou 3,5 m vysokou stěnu. Proplazí se pod bambusem a vezmou další dva hady. Poté jeden z kmene ponese čtyři hady. Poté členové kmene přejdou přes dřevěný žebříkový most. Pokud z mostu někdo spadne, musí se vrátit na začátek a začít znovu. V posledním úseku projdou členové kmene vodou k jámě slizským, kde musí najít poslední dva hady. První kmen, který projde cílovou čarou se šesti hady, vyhrává odměnu.
Odměna: Rybářské náčiní. K tomu bude v táboře vítězů čekat nový vor se čtyřmi pádly. 
Soutěž o imunitu: Každý kmen má loď. Loď je ukotvena k mořskému dnu velkou dřevěnou bednou. Každá loď má šest děr ucpaných gumovými špunty. 5 členů kmene vytáhne špunty a začne vylévat vodu tekoucí do lodě. Ostatní dva členové kmene skočí do vody a začnou pohybovat lodí taháním za bednu, která je velmi těžká. Jakmile se dostanou ke břehu, musí přicvaknout loď ke sloupku a bednu musí přenést na pláž na cílovou podložku. První kmen, který posadí hlavu zombie na její tělo, vyhrává imunitu.
Po strašlivé bouři, kmeny dorazily na soutěž o odměnu a byly překvapeni, že se budou slučovat do dvou kmenů. Byli zvoleni dva kapitáni a ti si pak vybírali členy a ti zase jiné členy. Každý kmen, Casaya i La Mina měly po sedmi členech. Nový kmen La Mina tvořili Austin, Dan, Misty, Nick, Ruth-Marie, Sally a Terry. Nový kmen Casaya tvořili Aras, Bobby, Cirie, Courtney, Danielle, Melinda a Shane. Bruce nebyl zvolen v důsledku lichého počtu trosečníků, proto obdržel imunitu a byl poslán na ostrov vyhnanství na tři dny, až do další kmenové rady. Stane se členem kmene, který prohraje soutěž o imunitu a ztratí jednoho člena. Nový kmen La Mina vyhrál odměnu a získal vor a rybářské náčiní. Harpuna byla ovšem rychle ztracena na dně oceánu, když se Sally snažila o svůj první pokus s ní. I přes ztracené kopí, La Mina vyhrál imunitu a poslal Casayu na jejich první kmenovou radu jako nový kmen. Před kmenovou radou, Shane přiznal, že nic nezvládá kvůli nedostatku nikotinu a že chce být vyloučen, ale jeho nová aliance s Arasem, Courtney a Danielle ho přesvědčila, aby se přes to přenesl.
Na kmenové radě (Bruce sledoval ze strany poroty) pět členů nového kmene Casaya (ostatní dva jsou bývalé členky původní Casayi, starší ženy.) se rozhodlo vyloučit Melindu 5-2, aby si v kmeni udržel ty nejsilnější. Poté, co byla Melinda vyloučena a opustila kmen, Bruce dostal nový šátek a připojil se k novému kmeni Casaya a zamířil s nimi zpátky do tábora.

### Epizoda 3: "Crazy Fights, Snake Dinners"
Soutěž o odměnu: Tři členové z každého kmene budou vystřelovači. Každý vystřelovač má dvě rány na jedno kolo. Ostatní čtyři členové budou stát na kládě nad vodou. Vystřelovač vždy vystřelí míč a ostatní čtyři na kládě se ho snaží chytit. Aby ho chytili, mohou seskočit z klády, ale musí se vynořit z vody s míčem.
Odměna: Plachta, svítilna, palivo, pár dek a polštářů, kanystry na vodu a provaz. Vítězové taky vyberou jednoho člena z opačného kmene, který pojede na ostrov vyhnanství.
Soutěž o imunitu: V písku je pět kruhů a v každém kruhu je zakopán pytel. Soutěžící ke kruhu poběží a budou kopat, dokud ho nenajdou a nedonesou na cílovou podložku. Oba týmy budou bojovat o ten samý pytel. Aby kmen dostal bod, musí se ten, kdo pytel drží čímkoliv dotknout cílové podložky. Vítězný kmen získá imunitu.
V kmeni Casaya, Bruce ukázal své dovednosti s tábořením a předvedl týmu čistění vody pomocí triček, což znamená, že jí Casaya nemusí převařovat. Některým v táboře se nové způsoby líbily, ale Courtney tak nadšená nebyla. Spojila si to s nedůvěrou. La Mina vyhrála soutěž o odměnu a měla možnost vybrat, kdo z kmene Casaya půjde na ostrov vyhnanství. Vybrali Bruce, protože si mysleli, že on je přínosem pro kmen Casaya a že bez něho bude na dně. Shane kolem sebe roznášel negativní náladu a způsoboval hádky ve své alianci. Casaya vyhrála svou první soutěž o imunitu a v kmeni La Mina, Dan a Terry se spojili s Nickem a Austinem na hlasování pro Misty, kvůli jejímu výkonu v soutěži o imunitu a taky proto, že by mohla mít sošku skryté imunity. Na kmenové radě se ukázalo, že Misty skrytý symbol imunity nenašla a následovalo její vyřazení 5-2.

### Epizoda 4: "Starvation and Lunacy"
Soutěž o odměnu: Každý kmen má šest plovoucích dílů skládačky. Členové k nim po jednom poplavou. Až bude člen kmene u něj, potopí se, díl uvolní a dostane ho do rámečku. Teprve potom může vyrazit další člen kmene. Teprve až kmen posbírá všech šest dílů, začne celou skládačku sestavovat tak aby symboly na stranách každého dílu odpovídaly těm na sousedních dílech. Kdo skládačku složí jako první, vyhrává odměnu. 
Odměna: Ručníky, houby, mýdlo, toaletní papír. Do tábora vítězů přijde nové umyvadlo, záchodové prkýnko, sprcha a ještě 20 litrů čisté vody. Navíc vítězný kmen pošle jednoho člověka z druhého kmene na ostrov vyhnanství. 
Soutěž o imunitu:
Jeden člen kmene bude sedět na prkně, které je připevněné ke kladce. Další bude nad ním na stožáru v koši, u kterého visí prázdný sud na vodu. Zbývající čtyři budou lanem spojeni do dvojic. S kbelíky poběží dvojice po dráze z trámů. Když se dvojice dostane až k vodě, nabere jí a poběží zpátky. Vodu pak přelije do většího vědra. Osoba na stožáru ho vytáhne nahoru a vodu vylije do sudu. Čím více bude v sudu vody, bude klesat a osobu na prkně tak zvedat nahoru. Právě ta osoba potom vytáhne zarážku a uvolní tím kmenovou vlajku. Kmen, který jako první uvolní svou vlajku, získá imunitu.
Před soutěží o odměnu, Bruce, Aras a Shane se vrátili ze shánění jídla a viděli, že zbytek kmene nechal zhasnout oheň. Po lekci o zodpovědnosti celému kempu, Casaya vyhrála soutěž o odměnu a do tábora jim byla doručena skvěle vybavená koupelna. Kmen měl taky možnost vybrat, kdo pojede z La Miny na ostrov vyhnanství. Vybrali Terryho, protože věděli, že on je jejich vůdce. Bobby narazil na určité neshody se svými spoluhráči, když nesouhlasil s tím, jak má být jejich odměna využita. La Mina se pokusila zorganizovat tábor, ale bez Terryho byl celý tým úplně ztracený. Ten našel na ostrově vyhnanství symbol skryté imunity. Přišel na to, že je zakopaný pod zemí a když ho vytáhl, byl schovaný v láhvi. Že symbol našel však držel v tajnosti po svém návratu do tábora. Dan udělal z Ruth-Marie pátou osobu jejich aliance, ale poté, co La Mina prohrála další soutěž o imunitu, Sally přesvědčila muže, že je pro kmen větším přínosem.
Na kmenové radě, Ruth Marie byla nakonec vyloučena hlasy 4-2.

### Epizoda 5: "For Cod's Sake!!!"
Soutěž o odměnu: Soutěžící budou přepravovat potraviny ze člunu na břeh. Každý kmen předem určí jednoho nosiče. Ten vyrazí, vezme jednu z věcí a donese ji na břeh. Ostatní se postaví do řady, utvoří řetězec a budou si věc přehazovat. Až ji poslední v řadě hodí do správné bedny, teprve pak může nosič vyrazit pro další. Nejdřív kmen tímto způsobem přepraví pytel rýže, pytel fazolí a nakonec jsou na řadě ryby. Poslední člověk v řadě musí rybě nejdřív useknout hlavu a ocas a teprve potom jí hodí do bedny.
Odměna: Všechno jídlo, se kterým se spolupracovalo při výzvě. Plus nějaké koření, víno a olej.
Soutěž o imunitu: Kmeny musí sbírat lebky ležící v rakvích, usazených na dně oceánu. Tři lidé z každého kmene vyrazí pátrat po čtyřech rakvích. Pokaždé, když rakev najdou, potopí se, rozvážou jí, otevřou jí a v ní najdou část skládačky z lebek. S nimi se vrátí na loď. Až najdou všechny čtyři části skládačky, vrátí se ke břehu. Zbývající dva členové kmene použijí lebky k postavení pyramidy. Tu lze sestavit jen jedním způsobem. První kmen, který pyramidu sestaví a nahoru usadí zlatou lebku, vyhrává imunitu.
Brucova kamenná zahrada způsobila hádky v Casaye, když měl Aras pocit, že by měl Bruce využít čas pomoci v táboře. Kmen Casaya vyhrál odměnu a vzal si s sebou všechny potraviny: ryby rýže, fazole, koření, víno a olej. Poražený kmen ale taky nepůjde do tábora s prázdnou. Můžou si vybrat mezi pytlem fazolí nebo pytlem rýže. Když La Mina znovu prohrála, Casaya se rozhodla poslat Terryho znovu na ostrov vyhnanství. Když se však Casaya vrátila do tábora, zjistili, že je celý jejich tábor zatopen. Vzhledem k tomu, že si nemohli udělat oheň, jedli ryby, které vyhráli v soutěži syrové. To trochu znepokojovalo Cirie, která se bála, jestli člověk nedostane ze syrového masa nějakou nemoc. Mezitím, La Mina jedli fazole, trochu se jich přejedli, což nakonec skončilo tak, že Austin a Nick zvraceli. Druhý den ráno v kmeni Casaya, Danielle a Courtney přistihli Bruce a Bobbyho na záchodě a jak vypili celou láhvi vína, které tým vyhrál. Na soutěži o imunitu, La Mina postavila pyramidu z lebek rychleji než Casaya, čímž kmen přerušil sérii proher. Po výzvě, Shane řekl, že Bobby pojede domů, protože by se mohl spojit po sloučení s druhým kmenem. Aras však všechny přemlouval o vyřazení Bruce, s čímž zase nesouhlasily Danielle a Courtney. Nakonec Shane uzavřel dohodu s Bobbym a dohodli se na vyřazení Bruce. To se ovšem rychle změnilo, když si Danielle, Courtney a Cirie promluvily se Shanem a chtěli, aby hlasoval pro Bobbyho. Shane však odmítal pro něj hlasovat, ale slíbil holkám, že nebude hlasovat pro Bruce.

Na kmenové radě, kmen se ukázal totálně rozdělený, když hlasy skončily 3-2-1-1 a to vedlo k vyloučení Bobbyho.

### Epizoda 6: "Salvation and Desertion"
Soutěž o odměnu a imunitu: 3 lidé z každého kmene vyrazí sbírat díly do skládačky. Poběží vždy po jednom. Člen kmene každý díl odváže, spustí ho, vyhákne a přinese ho ke zbytku kmene. Jakmile bude mít kmen všechny čtyři, zbývající dva členové kmene je musí použít na sestavení otáčecí skládačky. První kmen, který jí sestaví vyhrává imunitu a má jisté místo ve finálové desítce. Navíc vybere jednoho člena z druhého kmene, kterého pošle na ostrov vyhnanství a zachrání ho tím před kmenovou radou. 
Odměna: Všechno, co je potřeba na grilování. Navíc pár hraček, které kmen rozdá dětem z panamské vesnice, která je bude hostit.
V táboře La Mina, zatímco Austin a ostatní hledali nějaké jídlo ve vodě, Dan mluvil s Nickem o svých vesmírných letech u NASA. V kmeni Casaya, ženy si stěžovali na Shanea ohledně toho, jak neuctivý je. Soutěž o odměnu byla v kombinaci s imunitou, Casaya zvítězili a odnesli si s sebou grilování a pár hraček pro děti ve vesnici. Navíc poslali Sally na ostrov vyhnanství, čímž jí zachránili. Sally se nezúčastní kmenové rady a nebude moct být vyloučena, což je plus. Její vyhoštění konečně rozbije spojenectví mužů. Mezitím, Casaya si užívali svou odměnu. Jeli lodí do vesnice a dali nějaké hračky chudým dětem. Shane viděl pár kluků kouřit, a klidně by se vzdal svého oblečení jen pro jednu cigaretu. Později si kmen užil grilování, večírku, hraní fotbalu a spoustu dalších věcí. Na kmenové radě, čtyři lidé mluvili o tom, jak pevná jejich aliance byla a přemýšleli o možnosti 2-2. Nakonec, Terry se přidal k mladším mužům a pomohl jim vyloučit Dana 3-1.

### Epizoda 7: "A Closer Look"
Rekapitulace :
Epizoda 1:
Všech 16 soutěžících bylo seznámeno s pravidly Ostrova Vyhnanství. Byli rozděleni do čtyř kmenů na základě jejich věku a pohlaví. Pak byla zahájena první soutěž o odměnu. Kmeny Viveros, La Mina a Casaya zvítězily a získali pro svůj kmen oheň. Poražený kmen, Bayoneta, musel vybrat jednoho člověka, který zůstane na Ostrově Vyhnanství a ten se pak vrátí na soutěž o imunitu. Pomocí Kámen, nůžky, papír bylo rozhodnuto, že na jako první na ostrově zůstane Misty. Starší kmeny dopadli daleko lépe. Tina se v kmeni Casaya ujala vedení a donutila všechny pracovat a La Mina úspěšně rozdělal oheň. Na první výzvě o imunitu, Misty se vrátila z ostrova vyhnanství a předstírala, že tam našla skrytý symbol imunity. Bayoneta byl nakonec první, kdo rozvinul vlajku. La Mina a Viveros skončily druzí a třetí a Casaya si zajistila místo na kmenové radě. Zpět v Casaya, Tina chytila velkou rybu, což přinutilo Melindu a Ruth-Marie přemýšlet nad tím, kdo je nejslabším článkem a že by bylo nejlepší nechat si Tinu a vyřadit Cirie, která tím nejslabším článkem je. Na kmenové radě, Tina zkritizovala své spoluhráčky přes jejich pracovní morálku, což všechny pobízelo pro ni hlasovat. Nakonec, Melinda a Ruth-Marie se připojili k Cirie a společně vyloučili Tinu 3-1.
Epizoda 2:
Po strašlivé bouři, kmeny dorazily na soutěž o odměnu a byly překvapeni, že se budou slučovat do dvou kmenů. Byli zvoleni dva kapitáni a ti si pak vybírali členy a ti zase jiné členy. Každý kmen, Casaya i La Mina měly po sedmi členech. Nový kmen La Mina tvořili Austin, Dan, Misty, Nick, Ruth-Marie, Sally a Terry. Nový kmen Casaya tvořili Aras, Bobby, Cirie, Courtney, Danielle, Melinda a Shane. Bruce nebyl zvolen v důsledku lichého počtu trosečníků, proto obdržel imunitu a byl poslán na ostrov vyhnanství na tři dny, až do další kmenové rady. Stane se členem kmene, který prohraje soutěž o imunitu a ztratí jednoho člena. Nový kmen La Mina vyhrál odměnu a získal vor a rybářské náčiní. Harpuna byla ovšem rychle ztracena na dně oceánu, když se Sally snažila o svůj první pokus s ní. I přes ztracené kopí, La Mina vyhrál imunitu a poslal Casayu na jejich první kmenovou radu jako nový kmen. Před kmenovou radou, Shane přiznal, že nic nezvládá kvůli nedostatku nikotinu a že chce být vyloučen, ale jeho nová aliance s Arasem, Courtney a Danielle ho přesvědčila, aby se přes to přenesl.
Na kmenové radě (Bruce sledoval ze strany poroty) pět členů nového kmene Casaya (ostatní dva jsou bývalé členky původní Casayi, starší ženy.) se rozhodlo vyloučit Melindu 5-2, aby si v kmeni udržel ty nejsilnější. Poté, co byla Melinda vyloučena a opustila kmen, Bruce dostal nový šátek a připojil se k novému kmeni Casaya a zamířil s nimi zpátky do tábora.
Epizoda 3:
V kmeni Casaya, Bruce ukázal své dovednosti s tábořením a předvedl týmu čistění vody pomocí triček, což znamená, že jí Casaya nemusí převařovat. Některým v táboře se nové způsoby líbily, ale Courtney tak nadšená nebyla. Spojila si to s nedůvěrou. La Mina vyhrála soutěž o odměnu a měla možnost vybrat, kdo z kmene Casaya půjde na ostrov vyhnanství. Vybrali Bruce, protože si mysleli, že on je přínosem pro kmen Casaya a že bez něho bude na dně. Shane kolem sebe roznášel negativní náladu a způsoboval hádky ve své alianci. Casaya vyhrála svou první soutěž o imunitu a v kmeni La Mina, Dan a Terry se spojili s Nickem a Austinem na hlasování pro Misty, kvůli jejímu výkonu v soutěži o imunitu a taky proto, že by mohla mít sošku skryté imunity. Na kmenové radě se ukázalo, že Misty skrytý symbol imunity nenašla a následovalo její vyřazení 5-2.
Epizoda 4:
Před soutěží o odměnu, Bruce, Aras a Shane se vrátili ze shánění jídla a viděli, že zbytek kmene nechal zhasnout oheň. Po lekci o zodpovědnosti celému kempu, Casaya vyhrála soutěž o odměnu a do tábora jim byla doručena skvěle vybavená koupelna. Kmen měl taky možnost vybrat, kdo pojede z La Miny na ostrov vyhnanství. Vybrali Terryho, protože věděli, že on je jejich vůdce. Bobby narazil na určité neshody se svými spoluhráči, když nesouhlasil s tím, jak má být jejich odměna využita. La Mina se pokusila zorganizovat tábor, ale bez Terryho byl celý tým úplně ztracený. Ten našel na ostrově vyhnanství symbol skryté imunity. Přišel na to, že je zakopaný pod zemí a když ho vytáhl, byl schovaný v láhvi. Že symbol našel však držel v tajnosti po svém návratu do tábora. Dan udělal z Ruth-Marie pátou osobu jejich aliance, ale poté, co La Mina prohrála další soutěž o imunitu, Sally přesvědčila muže, že je pro kmen větším přínosem.
Na kmenové radě, Ruth Marie byla nakonec vyloučena hlasy 4-2.
Epizoda 5:
Brucova kamenná zahrada způsobila hádky v Casaye, když měl Aras pocit, že by měl Bruce využít čas pomoci v táboře. Kmen Casaya vyhrál odměnu a vzal si s sebou všechny potraviny: ryby rýže, fazole, koření, víno a olej. Poražený kmen ale taky nepůjde do tábora s prázdnou. Můžou si vybrat mezi pytlem fazolí nebo pytlem rýže. Když La Mina znovu prohrála, Casaya se rozhodla poslat Terryho znovu na ostrov vyhnanství. Když se však Casaya vrátila do tábora, zjistili, že je celý jejich tábor zatopen. Vzhledem k tomu, že si nemohli udělat oheň, jedli ryby, které vyhráli v soutěži syrové. To trochu znepokojovalo Cirie, která se bála, jestli člověk nedostane ze syrového masa nějakou nemoc. Mezitím, La Mina jedli fazole, trochu se jich přejedli, což nakonec skončilo tak, že Austin a Nick zvraceli. Druhý den ráno v kmeni Casaya, Danielle a Courtney přistihli Bruce a Bobbyho na záchodě a jak vypili celou láhvi vína, které tým vyhrál. Na soutěži o imunitu, La Mina postavila pyramidu z lebek rychleji než Casaya, čímž kmen přerušil sérii proher. Po výzvě, Shane řekl, že Bobby pojede domů, protože by se mohl spojit po sloučení s druhým kmenem. Aras však všechny přemlouval o vyřazení Bruce, s čímž zase nesouhlasily Danielle a Courtney. Nakonec Shane uzavřel dohodu s Bobbym a dohodli se na vyřazení Bruce. To se ovšem rychle změnilo, když si Danielle, Courtney a Cirie promluvily se Shanem a chtěli, aby hlasoval pro Bobbyho. Shane však odmítal pro něj hlasovat, ale slíbil holkám, že nebude hlasovat pro Bruce.

Na kmenové radě, kmen se ukázal totálně rozdělený, když hlasy skončily 3-2-1-1 a to vedlo k vyloučení Bobbyho.
Epizoda 6:
V táboře La Mina, zatímco Austin a ostatní hledali nějaké jídlo ve vodě, Dan mluvil s Nickem o svých vesmírných letech u NASA. V kmeni Casaya, ženy si stěžovali na Shanea ohledně toho, jak neuctivý je. Soutěž o odměnu byla v kombinaci s imunitou, Casaya zvítězili a odnesli si s sebou grilování a pár hraček pro děti ve vesnici. Navíc poslali Sally na ostrov vyhnanství, čímž jí zachránili. Sally se nezúčastní kmenové rady a nebude moct být vyloučena, což je plus. Její vyhoštění konečně rozbije spojenectví mužů. Mezitím, Casaya si užívali svou odměnu. Jeli lodí do vesnice a dali nějaké hračky chudým dětem. Shane viděl pár kluků kouřit, a klidně by se vzdal svého oblečení jen pro jednu cigaretu. Později si kmen užil grilování, večírku, hraní fotbalu a spoustu dalších věcí. Na kmenové radě, čtyři lidé mluvili o tom, jak pevná jejich aliance byla a přemýšleli o možnosti 2-2. Nakonec, Terry se přidal k mladším mužům a pomohl jim vyloučit Dana 3-1.

## Historie hlasování
|             | Originální Kmeny | Promíchané kmeny  | Promíchané kmeny | Promíchané kmeny     | Promíchané kmeny | Promíchané kmeny | Sloučený kmen   | Sloučený kmen    | Sloučený kmen   | Sloučený kmen    | Sloučený kmen      | Sloučený kmen   | Sloučený kmen | Sloučený kmen  | Sloučený kmen | Sloučený kmen |
| ----------- | ---------------- | ----------------- | ---------------- | -------------------- | ---------------- | ---------------- | --------------- | ---------------- | --------------- | ---------------- | ------------------ | --------------- | ------------- | -------------- | ------------- | ------------- |
| Epizoda #   | 1                | 2                 | 3                | 4                    | 5                | 6                | 8               | 9                | 10              | 11               | 12                 | 13              | 14            | 15             | 15            |               |
| Vyloučen/a: | Tina 3/4 hlasů   | Melinda 5/7 hlasů | Misty 5/7 hlasů  | Ruth-Marie 4/6 hlasů | Bobby 3/7 hlasů  | Dan 3/4 hlasů    | Nick 6/10 hlasů | Austin 6/9 hlasů | Sally 6/8 hlasů | Bruce Žádný hlas | Courtney 3/6 hlasů | Shane 3/5 hlasů | Remíza        | Cirie Tiebreak | Terry 1 hlas  |               |
| Hráč        | Hlasy            | Hlasy             | Hlasy            | Hlasy                | Hlasy            | Hlasy            | Hlasy           | Hlasy            | Hlasy           | Hlasy            | Hlasy              | Hlasy           | Hlasy         | Hlasy          | Hlasy         | Hlasy         |
| Aras        |                  | Melinda           |                  |                      | Bruce            |                  | Nick            | Austin           | Sally           |                  | Courtney           | Shane           | Danielle      |                |               |               |
| Danielle    |                  | Melinda           |                  |                      | Bobby            |                  | Nick            | Austin           | Sally           |                  | Courtney           | Shane           | Cirie         | Výhra          | Terry         |               |
| Terry       |                  |                   | Misty            | Ruth-Marie           |                  | Dan              | Shane           | Aras             | Aras            |                  | Aras               | Aras            | Cirie         |                |               |               |
| Cirie       | Tina             | Shane             |                  |                      | Bobby            |                  | Nick            | Austin           | Sally           |                  | Courtney           | Shane           | Danielle      | Prohra         |               |               |
| Shane       |                  | Melinda           |                  |                      | Aras             |                  | Nick            | Austin           | Sally           |                  | Danielle           | Danielle        |               |                |               |               |
| Courtney    |                  | Melinda           |                  |                      | Bobby            |                  | Nick            | Austin           | Sally           |                  | Aras               |                 |               |                |               |               |
| Bruce       |                  |                   |                  |                      | Courtney         |                  | Nick            | Austin           | Sally           |                  |                    |                 |               |                |               |               |
| Sally       |                  |                   | Ruth-Marie       | Ruth-Marie           |                  |                  | Shane           | Aras             | Aras            |                  |                    |                 |               |                |               |               |
| Austin      |                  |                   | Misty            | Ruth-Marie           |                  | Dan              | Shane           | Aras             |                 |                  |                    |                 |               |                |               |               |
| Nick        |                  |                   | Misty            | Ruth-Marie           |                  | Dan              | Shane           |                  |                 |                  |                    |                 |               |                |               |               |
| Dan         |                  |                   | Misty            | Sally                |                  | Austin           |                 |                  |                 |                  |                    |                 |               |                |               |               |
| Bobby       |                  | Melinda           |                  |                      | Bruce            |                  |                 |                  |                 |                  |                    |                 |               |                |               |               |
| Ruth-Marie  | Tina             |                   | Misty            | Sally                |                  |                  |                 |                  |                 |                  |                    |                 |               |                |               |               |
| Misty       |                  |                   | Ruth-Marie       |                      |                  |                  |                 |                  |                 |                  |                    |                 |               |                |               |               |
| Melinda     | Tina             | Shane             |                  |                      |                  |                  |                 |                  |                 |                  |                    |                 |               |                |               |               |
| Tina        | Cirie            |                   |                  |                      |                  |                  |                 |                  |                 |                  |                    |                 |               |                |               |               |

| Volba poroty | Volba poroty       | Volba poroty   |
| ------------ | ------------------ | -------------- |
| Finalista:   | Danielle 2/7 hlasů | Aras 5/7 hlasů |
| Porotce      | Hlasy              | Hlasy          |
| Terry        |                    | Aras           |
| Cirie        |                    | Aras           |
| Shane        | Danielle           |                |
| Courtney     |                    | Aras           |
| Bruce        | Danielle           |                |
| Sally        |                    | Aras           |
| Austin       |                    | Aras           |